# شهرستان کول (اکلاهما)
شهرستان کول، اکلاهما (به انگلیسی: Coal County, Oklahoma) شهرستانی در ایالات متحده آمریکا است که در اکلاهما واقع شده‌است.

## خصوصیات
شهرستان کول ۱٬۳۵۰ کیلومترمربع مساحت دارد.